# Phong Điệp
Phạm Thị Phong Điệp, thường được biết đến với bút danh Phong Điệp (sinh ngày 6 tháng 6 năm 1976), là một nữ nhà văn người Việt Nam. Hiện bà đang công tác tại Ban Văn hóa- Xã hội của báo Nhân Dân.

## Tiểu sử

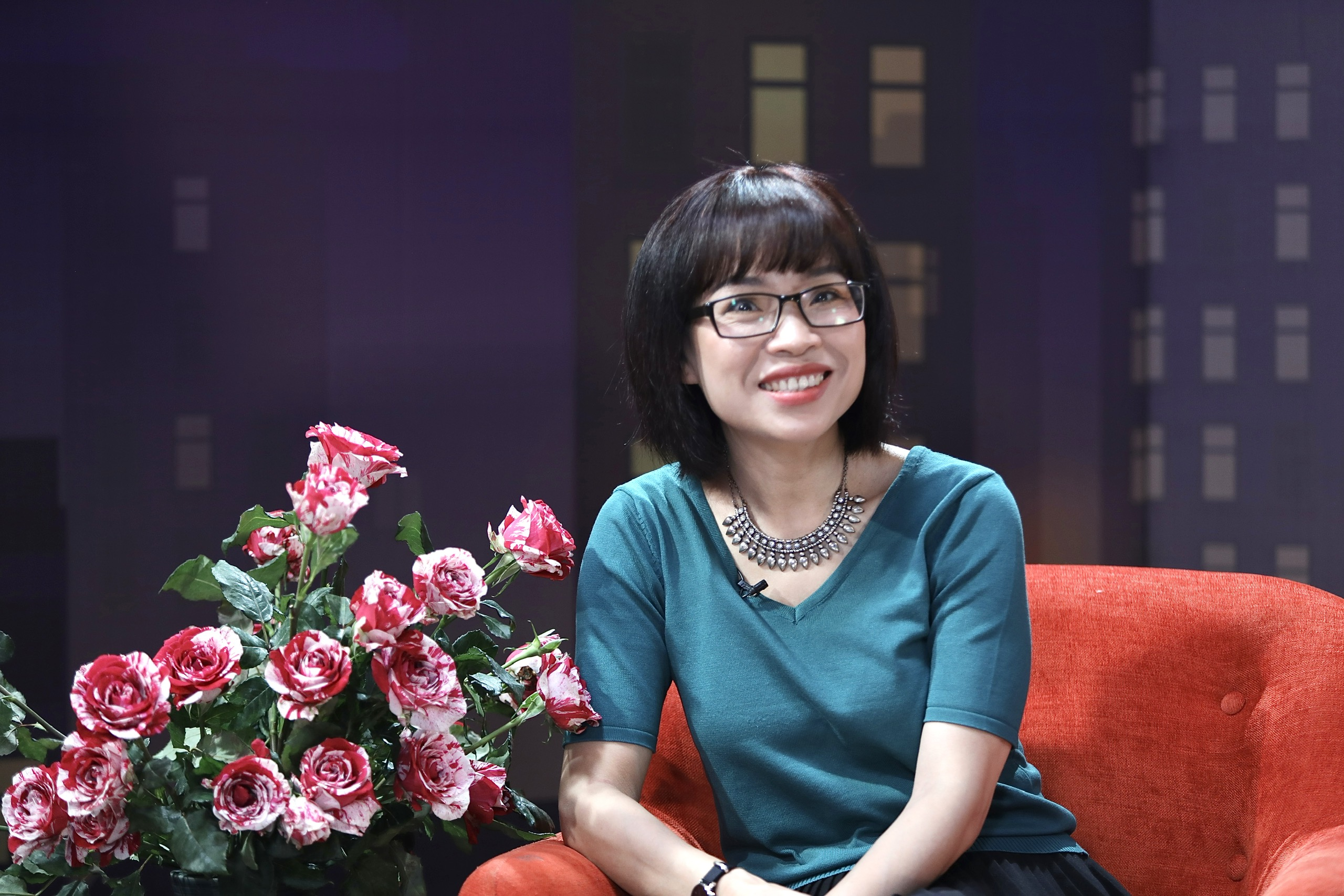
Chân dung nhà văn Phong Điệp

Phong Điệp tên khai sinh là Phạm Thị Phong Điệp, sinh ngày 6 tháng 6 năm 1976, quê tại huyện Giao Thủy, tỉnh Nam Định.
Bà là cựu học sinh chuyên văn trường Trung học phổ thông chuyên Lê Hồng Phong tỉnh Nam Định, khóa 1991-1994.
Năm 1998, sau khi tốt nghiệp Đại học Luật Hà Nội, Phong Điệp làm phóng viên, biên tập viên tại báo Văn Nghệ Hội Nhà văn Việt Nam.
Năm 2010, Phong Điệp làm Trưởng ban Văn nghệ Trẻ thuộc báo Văn Nghệ, Hội Nhà văn Việt Nam. Đến năm 2014, bà chuyển đến làm việc cho báo Nhân Dân.
Phong Điệp lập trang web Phongdiep.net từ tháng 6-2006. và là một trong những nhà văn Việt Nam đầu tiên lập website cá nhân về văn chương.
Bà từng làm Phó trưởng Ban Nhà văn Trẻ của Hội Nhà văn Việt Nam các nhiệm kỳ 2010 - 2015, 2015 - 2020; Ủy viên Hội đồng Văn xuôi Hội Nhà văn Việt Nam nhiệm kỳ 2019 - 2021; Ủy viên Hội đồng văn học thiếu nhi Hội Nhà văn Việt Nam nhiệm kỳ 2020-2025.
Từ năm 2010 đến nay bà là thành viên Hội đồng Giám khảo Quốc gia cuộc thi Viết thư Quốc tế UPU tại Việt Nam  do Phó Chủ tịch Hội Nhà văn Việt Nam làm Trưởng Ban, có trách nhiệm bầu chọn bài dự thi tham dự cuộc thi cấp Quốc tế do Liên minh Bưu chính Thế giới tổ chức thường niên.
Bà là thành viên Ban giám khảo nhiều cuộc thi văn học uy tín như: Giải thưởng Tác giả trẻ lần thứ I năm 2021 do Hội Nhà văn Việt Nam tổ chức ; Cuộc thi sáng tác văn học về công nhân và công đoàn 2021-2023 do Tổng Liên đoàn Lao động Việt Nam chủ trì, Báo Lao động phối hợp Hội Nhà văn Việt Nam tổ chức; Cuộc vận động Sáng tác văn học viết về đề tài thiếu nhi 2021-2025 do Hội Nhà văn Việt Nam tổ chức; Cuộc thi sáng tác tiểu thuyết, truyện và ký về đề tài “Vì an ninh Tổ quốc và bình yên cuộc sống” lần thứ V, giai đoạn 2022 – 2025 do Bộ Công an đã phối hợp với Hội Nhà văn Việt Nam tổ chức;...
Bà là thành viên Hội đồng thẩm định và phân loại phim truyện nhiệm kỳ 2023-2025 (theo Quyết định số 1167/QĐ-BVHTTDL ngày 19/4/2023 của Bộ trưởng Bộ Văn hóa, Thể thao và Du lịch)  Tại Liên hoan phim Việt Nam lần thứ 23 (11-2023) nhà văn, nhà báo Phong Điệp là thành viên Ban giám khảo phim truyện điện ảnh 
Tác phẩm của nhà văn Phong Điệp được đưa vào chương trình sách giáo khoa Ngữ văn lớp 4, 11; cùng nhiều sách tham khảo cho giáo viên và học sinh.
Hiện tại, bà đang sống và làm việc tại Hà Nội.

## Tác phẩm
1. Khi ta hai mươi (Tập truyện ngắn, Nhà xuất bản Trẻ 1996)
2. Ma mèo (Tập truyện ngắn, Nhà xuất bản Trẻ 1997)
3. Người phía bên kia đường (Tập truyện ngắn, Nhà xuất bản Trẻ 2000)
4. Phòng trọ (Tập truyện ngắn, Nhà xuất bản Thanh niên 2001)
5. Giấc mơ bay qua cửa sổ (Tập truyện ngắn, Nhà xuất bản Kim đồng 2002)
6. Người của ngày hôm qua (Tập truyện ngắn, Nhà xuất bản Kim đồng 2003)
7. Vườn hoang (Tập truyện ngắn, Nhà xuất bản Thanh niên 2005)
8. Lạc chốn thị thành (Truyện dài, Nhà xuất bản Trẻ 2005)
9. Mạn đàm văn chương thời (Tản mạn văn học, Nhà xuất bản Thanh niên 2007)
10. Kẻ dự phần (Tập truyện ngắn, Nhà xuất bản Hội nhà văn 2008, Nhà xuất bản Văn học tái bản năm 2012)
11. Blogger (Tiểu thuyết, Nhà xuất bản Hội Nhà văn 2009, Nhà xuất bản Văn học tái bản 2012)
12. Nhật kí nhân viên văn phòng (Tập truyện ngắn, Nhà xuất bản Trẻ 2012)
13. Bay trên mái nhà thành phố (Tập tản văn, Nhà xuất bản Văn học, 2012)
14. Nhật kí Sẻ đồng: Chào em bé (Truyện thiếu nhi, Nhà xuất bản Kim Đồng 2011, tái bản 2015, 2016),
15. Nhật kí Sẻ đồng: Những rắc rối ở trường mầm non (Truyện thiếu nhi, Nhà xuất bản Dân trí 2012, Nhà xuất bản Kim Đồng tái bản 2017)
16. Chúng mình làm bạn con nhé (Sách kỹ năng, Nhà xuất bản Phụ nữ 2014, tái bản 2015, 2017)
17. Cuộc phiêu lưu của những cái Tôi (Đối thoại văn chương, Nhà xuất bản Tổng hợp TPHCM năm 2014)
18. Ga ký ức (Tiểu thuyết, Nhà xuất bản Trẻ 2015)
19. Vực gió (Tiểu thuyết, Nhà xuất bản Công an nhân dân 2016)
20. Biên bản bão (Tập truyện ngắn, Nhà xuất bản Phụ nữ 2016)
21. Có mẹ trong cuộc đời này (Tản văn, Nhà xuất bản Phụ nữ 2017, tái bản 2018)[6]
22. Những mối tình câm (Tập truyện ngắn, Nhà xuất bản Phụ nữ 2018)
23. Tình trạng không phủ sóng (Tập truyện ngắn, Nhà xuất bản Công an nhân dân 2018)
24. Lạc nhau ở Chân mây (Tập truyện ngắn, Nhà xuất bản Quân đội 2018)
25. Nhật ký Sẻ Đồng - Bố là Bố thôi (Truyện thiếu nhi, Nhà xuất bản Kim Đồng 2019)
26. Cùng con vượt "bão" tuổi teen (Sách kỹ năng cho cha mẹ và con, Nhà xuất bản Kim Đồng 2019)
27. Delete (Tập truyện ngắn và tản văn, in chung cùng nhà văn Nguyễn Việt Hà) đã được dịch và xuất bản tại CH Pháp năm 2013 (Nhà xuất bản Riveneuve, dịch giả Emmanuel Poisson).[7]
28. Tiểu thuyết Blogger đã được dịch và xuất bản tại CH Pháp năm 2014 (Nhà xuất bản Riveneuve, dịch giả Nguyễn Phương Ngọc)[8]
29. Cuốn sổ máu (Tiểu thuyết, Nhà xuất bản Phụ nữ, 2023)[9]
30. Đường băng cho sáng tạo nghệ thuật (phê bình-tiểu luận văn học, Nhà xuất bản Hội nhà văn, 2023)
31. Nhẩy lên và hét (truyện thiếu nhi, Nhà xuất bản Kim Đồng, 2024)

Và một số truyện ngắn đã được dịch và xuất bản ở Pháp, Trung Quốc, Nga, Mỹ.

## Giải thưởng
- Giải ba cuộc thi sáng tác văn học Mùa xuân tuổi hoa do báo Hoa học trò tổ chức năm 1995 với truyện ngắn Thảo nguyên.
- Giải thưởng Văn học tuổi xanh 1996 do Tạp chí Tuổi xanh tổ chức năm 1996 với truyện ngắn Hoạ sĩ.
- Giải Nhì (không có giải Nhất) cuộc thi truyện ngắn hai năm 1996 - 1997 trên báo Văn nghệ Trẻ với truyện ngắn Ma mèo.
- Giải khuyến khích cuộc thi sáng tác Văn học cho tuổi trẻ do Nhà xuất bản Thanh niên phối hợp với Tuần báo Văn nghệ tổ chức năm 2005 với tập truyện ngắn Vườn hoang.
- Giải Tư cuộc thi sáng tác Văn học tuổi 20 lần II và III do Nhà xuất bản Trẻ báo Tuổi Trẻ và Hội Nhà văn Thành phố Hồ Chí Minh phối hợp tổ chức với tập truyện ngắn Người phía bên kia đường và truyện dài Lạc chốn thị thành.
- Giải chùm truyện ngắn hay nhất viết về đề tài phụ nữ hậu chiến (Cuộc thi truyện ngắn hai năm 2013 - 2014 của Tạp chí Văn nghệ Quân đội, trao giải năm 2015)
- Giải B Cuộc thi viết tiểu thuyết, truyện và kí về đề tài Vì an ninh Tổ quốc và bình yên cuộc sống do Bộ Công an và Hội Nhà văn Việt Nam tổ chức năm 2015 cho tiểu thuyết Vực Gió.
Giải Đồng giải Sách hay của Hội Xuất bản Việt Nam năm 2016 cho tiểu thuyết Vực gió .